# Макмилан
Вижте пояснителната страница за други значения на Макмилан.
Макмилан (на английски: MacMillan River) е река в Северозападна Канада, територия Юкон. Дължината ѝ от 320 км ѝ отрежда 114-о място сред реките на Канада.
Реката се образува от сливането на реките Норт Макмилан и Саут Макмилан на 63°02′35″ с. ш. 133°18′03″ з. д. / 63.043056° с. ш. 133.300833° з. д. и 592 м н.в., като за начало е приета лявата съставяща я река Саут Макмилан, която извира от западните склонове на централната част на планината Селуин. Общото направление на течението на реката е от изток на запад, като по цялата си дължина тече през широка долина, в която меандрира. Влива се от дясно в река Пели на 62°52′08″ с. ш. 135°54′08″ з. д. / 62.868889° с. ш. 135.902222° з. д. и 519 м н.в., на 36 км нагоре от селището Пели Кросинг.
Площта на водосборния басейн на реката е 13 800 km, като двата ѝ основни притока са – ляв: Саут Макмилан десен: Норт Макмилан
Основно подхранване – снегово. Среден многогодишен дебит в устието е 190 m3/s, като максимумът е през юни-юли – 450 m3/s, а минимумът – през декември-януари 16 m3/s.
По цялото течение на Макмилан и съставящите я реки няма населени места.